# 黑田崇矢
黑田崇矢（日语：／ Kuroda Takaya，1965年4月17日—），日本男性配音員、演員。隸屬於AXL ONE。東京都出身。血型是AB型。舊藝名是黑田 隆哉（與目前名字的讀法相同）。
出身自日本三大新劇團之一文學座的演員養成所、曾經隸屬過81 Produce、Mausu Promotion、青二Production、Water Orion等經紀公司。

## 人物
- 在外觀上有些令人敬畏、或可說是稍微有些壞壞的流氓大叔模樣。然而本人並不喜歡被如此描述。
- 厚重、性感的聲質是其特徵。聲音則變得稍為低一些。聲音和已逝的鈴置洋孝有少許相似的部分、因此原先由鈴置在「THE TRANSFORMERS」中配音的Starscream角色，在「TRANSFORMERS Galaxy Force」（其續集）之後，由黑田來配音。
- 說自己是在被教師、親戚們視為不受歡迎的人的環境下長大的。
- 和金谷英孝一起去女僕咖啡店時、讓扮成女僕的服務生覺得很害怕。看到這情形的金谷，於是給黑田一個稱號叫做「主人之王」（「King of ご主人様」）。
- 於2012年12月21日在個人網誌上發表加入AXL ONE。

### 人中之龍系列
- 2005年開始在遊戲《人中之龍》系列幫主角之一的桐生一馬配音，是一個有著強烈的正義感和深厚的感情，為仁義而生的男人。其聲音完全活演主角桐生一馬，在一系列遊戲的人氣中不斷上升，並在2013年人中之龍官方網站總舉得到188,921票，成為第二名。
- 因為聲音較為低沉，在《Baka Mitai》和《Machine Gun Kiss》裏，是唯一一位降Key表演的歌手
- 有踢拳經驗，並為自己所演的桐生一馬的動作捕捉者做出武術指導。
- 在人中之龍工作室2018年的作品人中北斗中，為主角（拳四郎）配音。

## 演出
粗體字表示主要角色。

### 電視動畫
2000年
- 週刊故事樂園（亞歷克斯警官）

2001年
- ONE PIECE（波卡托）

2002年
- DRAGON DRIVE（S）

2003年
- R.O.D -THE TV-（桑尼・王）
- 狼雨（達爾西亞三世）
- 魁!!天兵高校（竹之内替身、不良少年B）
- 驚爆危機?校園篇（マロン）
- 鼻毛真拳（ハーゲン）

2004年
- 怪俠佐羅利（龍戰士）
- 絢爛舞踏祭 The・Mars・Daybreak（リガルディ）
- 爆裂天使（黑手黨的老大、町肩弘鬼）
- B傳說！戰鬥彈珠人（燕三十郎）
- 異域天使（軍曹）

2005年
- 天使心（男）
- JINKI:EXTEND（J・ハーン）
- 星艦駕駛員（リー・ユン・スク）
- 鬥牌傳說（川島）
- 變形金剛 銀河原力（星星叫、消防署長）
- 黑貓（特比德）
- BLOOD+（羅傑斯）
- 名偵探柯南（鰐淵耕司（419-420話）、男、大隈勇、桐谷輝彦）

2006年
- 童話槍手小紅帽（19話、バステライ）
- 銀河天使（銀河天使II的サカエ教官）
- ザ・サード 〜蒼い瞳の少女〜（旅族領導者）
- BLACK BLOOD BROTHERS（オーギュスト・ワイカー）
- 天保異聞 妖奇士（往壓的父親）
- 我的裘可妹妹（6、12、21、23-24話・主人）
- 血色花園（克萊兒父親）
- NANA（山岸）
- 妖逆門（29、35、48、49話・吉果）
- 怪醫黑傑克21（玄武）
- 企業傭兵（史匹柏中佐）
- BLEACH（保羅）
- まじめにふまじめ かいけつゾロリ（龍戰士）
- リングにかけろ1 日米決戦編（ドン・ジュリアーノ）

2007年
- 銀魂（2007年─2015年，柳生輿矩）
- Keroro軍曹（2007年─2008年，相人、宇宙警視K）
- BLEACH（テレスホルカン）
- 火箭女孩（木下和也）

2008年
- 我們這一家（演員B）
- 艾莉森與莉莉亞（ウェイン）
- 紅 kurenai（九鳳院蓮丈）
- Keroro軍曹（宇宙警視K）
- 骷髏13（護衛官、テッド）
- 灼眼的夏娜II（「壞刃」沙布拉克）
- 迷宮塔 ～烏魯克之盾～（黑騎士）
- 夏目友人帳（三篠）
- 野良耳（アンドリュー）
- 秘密 〜The Revelation〜（吉野晃）
- 魔法學園MA（イズモ、小イズモ、ギャラティクカ・エレファンガー）
- 無限之住人（土持仁三郎）

2009年
- 地下城與勇士（捷達·拉克斯巴）
- 毒蛇信條（サイキ・クライド）
- 元素獵人（大衛・可夫司令官）
- 蠟筆小新（男性A）
- 穿越宇宙的少女（ソルジャーウル）
- 第一神拳New Challenger（アーニー・グレゴリー）
- Phantom ～Requiem for the Phantom～（ランディー・ウェーバー）
- 天堂餐館（維特）

2010年
- 無法掙脫的背叛（卡汀察）
- 學園默示錄（吉岡）
- 女僕咖啡廳（真田勇司）
- 吸血鬼同盟（アルフォンソ・メディチ・ボルジアーニ ）
- 無頭騎士異聞錄 DuRaRaRa!!（賽門·布里茲涅夫）
- 名偵探柯南（桐谷輝彦）
- 戰鬥陀螺 鋼鐵奇兵 爆（俄羅斯DJ）
- 熱拳本色1 影道編（ドン・ジュリアーノ）
- 少年犯罪檔案（遠山忠義 / 阿兵哥）

2011年
- 境界線上的地平線（清成‧烏爾基亞加）
- 銀魂'（柳生輿矩）
- 灼眼的夏娜III-FINAL-（“壊刃”沙布拉克）
- 數碼寶貝合體戰爭 ～邪惡的死亡指揮官與七個王國～（新種吸血惡魔獸）
- 與殿下一起～眼罩的野望～（織田信長、猫）
- 夏目友人帳 參（三篠）
- 忍者亂太郎 (後見人)
- 妖怪少爺～千年魔京～（鬼童丸）
- 爆丸3狩獵保衛者（ダラク）
- FAIRY TAIL魔導少年（卡布利可）
- 戰國鬼才傳（彌助）
- 名偵探柯南（驗屍官）
- 食夢者瑪莉（萊斯提昂（レオン））
- 熱拳本色1 世界大会編（ドン・ジュリアーノ）

2012年
- 交響詩篇AO（偽裝游擊隊首領）
- 足球騎士（城之内健吾）
- 松本零士「OZUMA」（ダンガ将軍）
- 境界線上的地平線II（清成‧烏爾基亞加）
- 紙箱戰機W（バッヂ）
- 夏目友人帳 肆（三篠）
- 火影忍者疾風傳（金角）
- 驚爆遊戲（宮本雅志）

2013年
- 革命機Valvrave（指南龍治）
- 鋼彈創鬥者（葛雷寇·羅根）
- 義風堂堂！！兼續和慶次（亂裁道宗）
- Q弟偵探因幡（城島薰）
- HUNTER×HUNTER（第2作）（磊札）
- 聖鬥士星矢Ω（天地崩滅斬 許珀里翁）
- FAIRY TAIL魔導少年（阿爾卡帝歐斯）

2014年
- 狐仙的戀愛入門（須佐之男）
- 世界征服 謀略之星（謎樣男子、都知事）
- FAIRY TAIL魔導少年（吉爾柯尼斯）
- 信長協奏曲（松永久秀）
- 我，要成為雙馬尾（罪惡魔龜）
- 三坪房間的侵略者（幽靈獵人- アニキ）

2015年
- 軍人少女！（大叔）
- 無頭騎士異聞錄 DuRaRaRa!!×2 承（賽門·布里茲涅夫）
- SHOW BY ROCK!!（達加·莫魯斯）
- 洲崎西 THE ANIMATION（阿錘）
- 银魂° (柳生輿矩)
- 絕命制裁X（望月正宗）
- 山田君與7人魔女（黑髮不良少年、黑田君）
- 無頭騎士異聞錄 DuRaRaRa!!×2 轉（賽門·布里茲涅夫）
- 金田一少年之事件簿R 第2期（捜査一課課長）

2016年
- 石膏男團（堀部半藏）
- 無頭騎士異聞錄 DuRaRaRa!!×2 結（賽門·布里茲涅夫）
- 鬼牌遊戲（風戶哲正中佐）
- 91Days（尼克）
- SHOW BY ROCK!!#（達加·莫魯斯）
- 夏目友人帳 伍（三篠）
- 烏龍麵之國的金色毛毬（濱田吾郎、小嘎嘎、小嘎嘎的爸爸、旁白）

2017年
- 噗利噗利奇醬！！
- 夏目友人帳 陸（三篠）
- 戀愛與謊言（真田ユルゲン悅郎、警察官、與田老師）
- 將國戡亂記（大將軍）
- 帶著智慧型手機闖蕩異世界。（九重重兵衛）
- 悠久持有者：魔法老師！ 第2部（南雲士音）
- 犬屋敷（鮫島）

2018年
- 博多豚骨拉面团（李瑞希）
- 美男高校地球防衛部HAPPY KISS！（越川理）
- 妖怪手錶 影之章（吉胖喵）
- 錢進球場（原武裕美）
- 小邪神飛踢（男學生B）
- 奇奇的異想世界（貓老大
- 未來卡片 神戰鬥夥伴（黒竜騎士 ゲイル）
- 寄宿學校的茱麗葉（旁白、黑犬寮寮監、警察官）
- 我家的女僕有夠煩！（熊五郎）

2019年
- 五等分的花嫁（中野父〈中野丸尾〉）
- 深夜的超自然公務員（四谷不動坊、愛知縣職員、鬣狗人、貝爾芬格）
- 皿三昧（帝國之聲、水獺）
- 魔王陛下RETRY！（戒指）
- BEM（敵人C、怪力男）
- 魔術學姐（老爺爺）
- 妖怪手錶！（HiGH&妖 ナレーション、U・イスパー）
- 放學後桌遊俱樂部（金城健[1]）
- 入間同學入魔了！（薩利班）

2020年
- 暗黑破壞神在身邊。（猩猩男）
- 慕留人-火影忍者新世代-（毛玉）
- 碧藍幻想 The Animation Season 2（騎士像）
- 咒術迴戰（夜蛾正道、咒骸）
- 在魔王城說晚安（火焰毒龍）
- 『催眠麥克風 -Division Rap Battle-』Rhyme Anima（天谷奴零）

2021年
- 五等分的新娘∬（中野父〈中野丸尾〉）
- EX-ARM（穿透臂）
- SHOW BY ROCK!! STARS!!（達加）
- 賽馬娘 Pretty Derby Season 2（黑沼）
- 入間同學入魔了！ 第2期（薩利班）
- 奇巧計程車（黑田）
- 再見了，我的克拉默（飛鳥永建）
- 暗黑企業的迷宮（ゴウウン）
- 特斯拉筆記（エルモ）

2022年
- 白領羽球部（大野安臣[2]）
- 秘密內幕～女警的反擊～（東岩課長）
- 射擊覺醒！激鬥瓶蓋人DX（帆狩末藏）
- 女性向遊戲世界對路人角色很不友好（蓋拉特）
- 遊戲王GO RUSH（ジョウジ・ジャージ）
- 小邪神飛踢X（催債人1）
- VAZZROCK THE ANIMATION（遠井勇將）
- 入間同學入魔了！ 第3期（薩利班）
- POP TEAM EPIC 第2期（POP子〈第11話B段〉）

2023年
- 最強陰陽師的異世界轉生記（波羅·波菲斯）
- 被解僱的暗黑士兵（30多歲）開始了慢生活的第二人生（魔王）
- 帶著智慧型手機闖蕩異世界。2（九重重兵衛）
- 咒術迴戰 懷玉·玉折 / 澀谷事變（夜蛾正道）
- 甜點轉生（阿麥亞）
- 五等分的新娘∽（中野父〈中野丸尾〉）
- 聖者無雙～上班族的異世界生存之道～（聖龍）
- 『催眠麥克風 -Division Rap Battle-』Rhyme Anima +（天谷奴零[3]）
- 凹凸魔女的親子日常（桑德曼）
- 賽馬娘 Pretty Derby Season 3（黑沼）

2024年
- 青之驅魔師 島根啓明結社篇（稻神宗爾）
- 拉麵赤貓（寺田三木雄）
- 地下城中的人（馬克達提）
- FAIRY TAIL魔導少年 百年任務（凱普利考恩）
- 夏目友人帳 漆（三篠）
- 最狂輔助職業【話術士】世界最強戰團聽我號令（幽狼犬）

2025年
- 平凡上班族到異世界當上了四天王的故事（塔利烏斯[4]）
- Re:從零開始的異世界生活 3rd season（庫爾剛）
- 靈異教師神眉（幡門場[5]）
- 噗妮露是可愛史萊姆第二季（史萊姆怪獸〈強化型態〉）

2026年
- 「憑妳也想討伐魔王？」被勇者小隊逐出隊伍，只好在王都自在過活（迦帝歐·拉斯卡特[6]）

### 電影動畫
2004年
- 蒸汽男孩

2007年
- EX MACHINA -エクスマキナ-（アルゲス[7]）
- 日本鎖國（ザック[8]）
- 名偵探柯南：紺碧之棺（田山資悦、強盗犯）

2013年
- 名偵探柯南：絕海的偵探（間諜X、雨宮勇氣的父親）

2014年
- 帕羅的未來島（日语：パロルのみらい島）（瓦西）

2016年
- 加速世界 INFINITE∞BURST（Green Grandee）
- 蠟筆小新：爆睡！夢世界大作戰（紛剃社長）

2017年
- 妖怪手錶 影之章 鬼王的復活（日语：映画 妖怪ウォッチ シャドウサイド 鬼王の復活）（吉胖喵）

2018年
- 劇場版 夏目友人帳 ～緣結空蟬～（三篠[9]）
- 劇場版 七大罪 天空的囚人（阿特拉）

2024年
- Code Geass 奪回的Rozé（黑戶劍成[10]）

2025年
- 電影版『催眠麥克風 -Division Rap Battle-』（天谷奴零[11]）

### OVA
2003年
- 聖闘士星矢 冥王十二宮篇（半人馬座 巴比倫）

2004年
- 大YAMATO零號（イグァ）
- 勇往直前2（司令）

2006年
- 舞-乙HiME Zwei（少佐）

2007年
- AIKa R-16:VIRGIN MISSION（船長）
- 交響曲傳奇 THE ANIMATION 希爾瓦蘭特篇（ボータ）

2009年
- AIKa ZERO（船長）
- 珍遊記 -太郎とゆかいな仲間たち-（カミナリブラザーズ・アダーチ）

2010年
- 交響曲傳奇 THE ANIMATION テセアラ編（ボータ）
- 殿といっしょ（織田信長）

2011年
- 地下冒險老師（體育教師）

2012年
- 探索者的目標（麻見隆一）

2015年
- 探索者的羽翼（麻見隆一）
- 絕命制裁X（望月正宗）

2016年
- 無頭騎士異聞錄 DuRaRaRa!!×2 結 外傳！？ 第19.5話 DuFuFuFu!!（賽門·布里茲涅夫）※劇場先行上映[12]

2017年
- 夏目友人帳 遊戲之宴（三篠）

### 網路動畫
2015年
- 動畫心療系（露出癖的男子、ボクサー、中年男子、店長）
- NINJA SLAYER忍者殺手（フマトニ / ソニックブーム[13]）

2017年
- 黑白來看守所 第2期（悟空猿鬼）

2018年
- ソードガイ The Animation（グリムス[14]）
- Heybot!!（DVD/BD版）（ネジバーン王子、ハードボイルドB、タンクトップ仮面）

2020年
- 射擊覺醒！激鬥瓶蓋人（帆狩水走）

### 遊戲
※按照遊戲發售日期排序
2000年
- 拳皇2000（麟）

2001年
- 拳皇2001（麟、龍）

2002年
- バトル封神（チュウオウ）

2003年
- 交響曲傳奇（Shadow、ボータ，GC）
- 魯邦三世：染血的克隆布斯的遺產（ゴマー，PS2）

2004年
- 櫻坂消防隊（菊原英悟）
- 真名法典：真紅的聖痕（オルハ，PS2）
- 戰國無雙（服部半藏，各平台）
- 交響曲傳奇 PS2版（Shadow、ボータ）
- MAGNACARTA（オルハ）
- 超級機器人大戰GC（沃特·尼古勞斯，GC）

2005年
- 人中之龍（桐生一馬）第一男主角
- 義經紀（伊勢三郎，PS2）
- 零～刺青之聲～（麻生優雨，PS2）
- 復活邪神：吟遊詩人之歌（フレイムタイラント、トゥマン，PS2）

2006年
- 忍道 戒（我無乱，PS2）
- 我們的太陽 Django&Sabata（公爵・デュマ）
- 人中之龍2（桐生一馬）第一男主角
- 戰國無雙2（服部半藏，各平台）

2007年
- 哆啦A夢 大雄的新魔界大冒險（NDS）
- 無雙OROCHI 蛇魔（服部半蔵，各平台）

2008年
- 人中之龍 登場！（桐生一馬之介（宮本武藏））第一男主角
- 無雙OROCHI 蛇魔再臨 （服部半藏，各平台）

2009年
- 人中之龍3（桐生一馬）第一男主角
- 拳皇2002 UNLIMITED MATCH（麟、龍）
- 無雙OROCHI Z （服部半藏，各平台）
- 戰國無雙3（服部半藏，各平台）

2010年
- NINETY-NINE NIGHTS II（グレン）
- 人中之龍4 傳說的繼承者（桐生一馬）第一男主角

2011年
- 人中之龍 OF THE END（桐生一馬）第一男主角
- 白衣性戀愛症候群（大塚俊幸）
- 無雙OROCHI 2 （服部半藏，各平台）
- 戰國無雙 編年史（服部半藏，各平台）

2012年
- 人中之龍5 夢 實踐者（桐生一馬）第一男主角

2014年
- 人中之龍 維新！（坂本龍馬（齋藤一））第一男主角
- 戰國無雙4（服部半藏，各平台）

2015年
- 男遊郭（いろは）
- 無頭騎士異聞錄 DuRaRaRa!!Relay（賽門·布里茲涅夫）
- 夏色高校★青春白書（夢之島高等學校理事長）
- 異塵餘生4（漢考克）
- Fate/Grand Order（弗格斯·馬克·羅伊）
- 夢王國與沉睡中的100位王子殿下（卡萊爾）
- 雷子（孟獲）
- PROJECT X ZONE 2（桐生一馬）
- 人中之龍0 誓言的場所（桐生一馬）第一男主角

2016年
- 最終幻想XV（韋斯卡姆）
- 人中之龍 極（桐生一馬）第一男主角
- 人中之龍6（桐生一馬）第一男主角

2017年
- 光輝戰史 完美年代記（卡布加（ガフカ），3DS）
- 人中之龍 極2（桐生一馬）第一男主角

2018年
- 人中北斗（拳四郎）第一男主角
- Fate/Grand Order（伊凡雷帝）
- 人中之龍3 HD移植版 （桐生一馬）第一男主角
- 人中之龍4 傳說的繼承者 HD移植版 （桐生一馬）第一男主角
- 無雙OROCHI 3 （服部半藏，各平台）
- 人中之龍 Online（桐生一馬）

2019年
- 人中之龍5 夢 實踐者 HD移植版 （桐生一馬）第一男主角
- 皿三昧  （水瀨（カワウソ）
- 人中之龍 Online（小野道夫）
- 寶可夢大師（螺伯）

2020年
- 人中之龍7 光與闇的去向 （桐生一馬）
- 拳皇全明星（麟）

2021年
- 戰國無雙5（服部半藏，各平台）
- 英雄傳說 黎之軌跡（《破戒》艾洛伊・哈伍德）
- 催眠麥克風-Division Rap Battle(天谷奴零)

2022年
- 碧藍幻想
- 聖火降魔錄 英雄雲集（亞斯克）

2023年
- 人中之龍 維新！極（坂本龍馬（齋藤一））第一男主角
- 人中之龍7外傳 英雄無名（桐生一馬）第一男主角

2024年
- 人中之龍8（桐生一馬）雙主角
- Rusty Rabbit （Stamp（スタンプ））主角
- 三國志8 REMAKE（呂布）

2025年
- 優米雅的鍊金工房 ～追憶之鍊金術士與幻創之地～（龍翼戰士[15]）

### 電視節目
- EZ!TV（旁白）
- す・て・き!（旁白）
- ニュース23（旁白）
- 美の巨人たち（旁白）

### 日文配音
- 搶救千金（英语：Snatched (2017 film)）（莫爾加多〈奧斯卡·賈恩那達（英语：Óscar Jaenada）〉）
- U.S. SEALS II THE ULTIMATE FORCE

### 特攝影集
- 特捜戰隊デカレンジャー（ドラド星人　ゴルドムの声）
- 轟轟戰隊ボウケンジャー（38話、闇之刃的声音）
- 轟轟戰隊ボウケンジャー THE MOVIE 最強のプレシャス（闇之刃的声音）
- 獣電戰隊キョウリュウジャー（デーボ・ホネヌッキーの声）

### 電視劇
- 鬼平犯科帳
- 翔ぶが如く（別府晋介）
- 信長 KING OF ZIPANGU（武田勝頼）

### CD
- BL DRAMA CD「秘書は艶然とうそをつく」
- BL DRAMA CD「極道はスーツがお好き」（芦澤祐介）
- BL DRAMA CD「極道はスーツを引き裂く」（芦澤祐介）
- BL DRAMA CD「極道はスーツに刻印する」（芦澤祐介）
- BL DRAMA CD「秘書育成中」
- BL DRAMA CD「キスは大事にさりげなく」（福田功児）
- BL DRAMA CD「欲望という名の愛」（樋口貴奨）

### 廣播節目
- 黒田崇矢&大塚明夫 Knock Out Voice!!（音泉 2006年10月～）

### 網路節目
- 黒田崇矢・金谷ヒデユキのクロガネ（Shibutama TV 2009年4月～）

### 其它
- 白虎隊（朝日電視台）CM播報員
- 信長の棺（朝日電視台）「IKETERU」節目宣傳的旁白

## 外部連結
- （日語）AXL ONE網站介紹（页面存档备份，存于）